# Jardins do Rei
Jardins do Rei (em castelhano: Jardines del Rey) é um conjunto de cayos que formam o arquipélago de Sabana-Camagüey, o mais extenso e numeroso dos quatro que rodeiam a ilha de Cuba.

## Contexto geográfico
Esta situado ao norte das províncias de Villa Clara, Ciego de Ávila e Camagüey, pertencente ao arquipélago cubano que inclui os cayos de:
- Cayo Guillermo
- Cayo Coco
- Cayo Romano
- Cayo Guajaba
- Cayo Sabinal
- Cayo Santa Maria

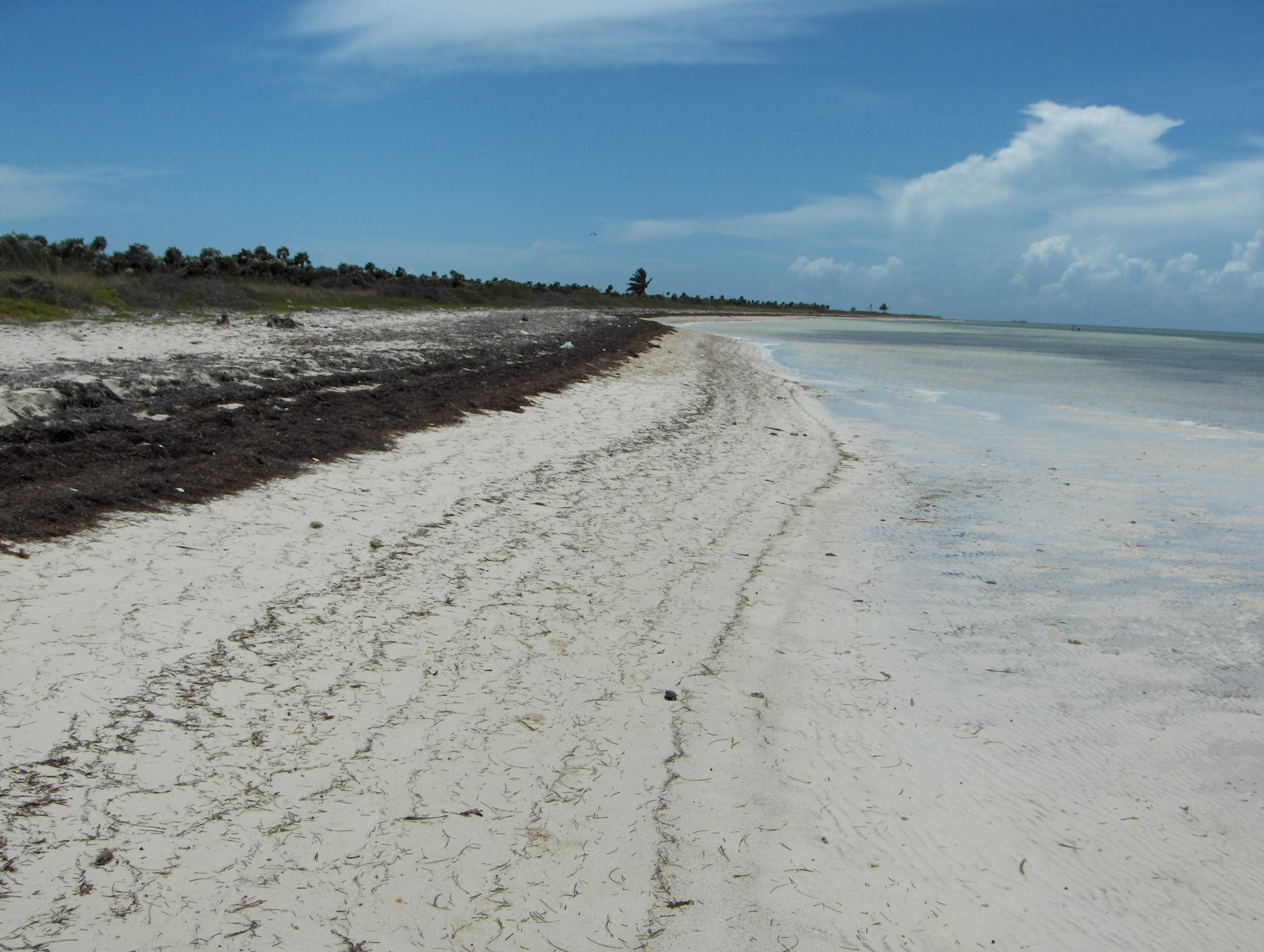
Cayo Coco.

Cayo Paredón Grande, entre outros. A maioria destas ilhas estão unidas por uma rodovia artificial sobre o mar ao resto do território cubano e pertence a rede estatal de rodovias.

## Etimologia
Seu nome data da colonização espanhola, quando foi nomeado por Diego Velázquez de Cuéllar sobre o ano 1514, seu descobridor, decidiu nomear assim a zona por sua exuberante vegetação e suas charmosas praias de arena fina, em honra ao por aquele então rei da Espanha, Fernando, o Católico.

## Flora e fauna

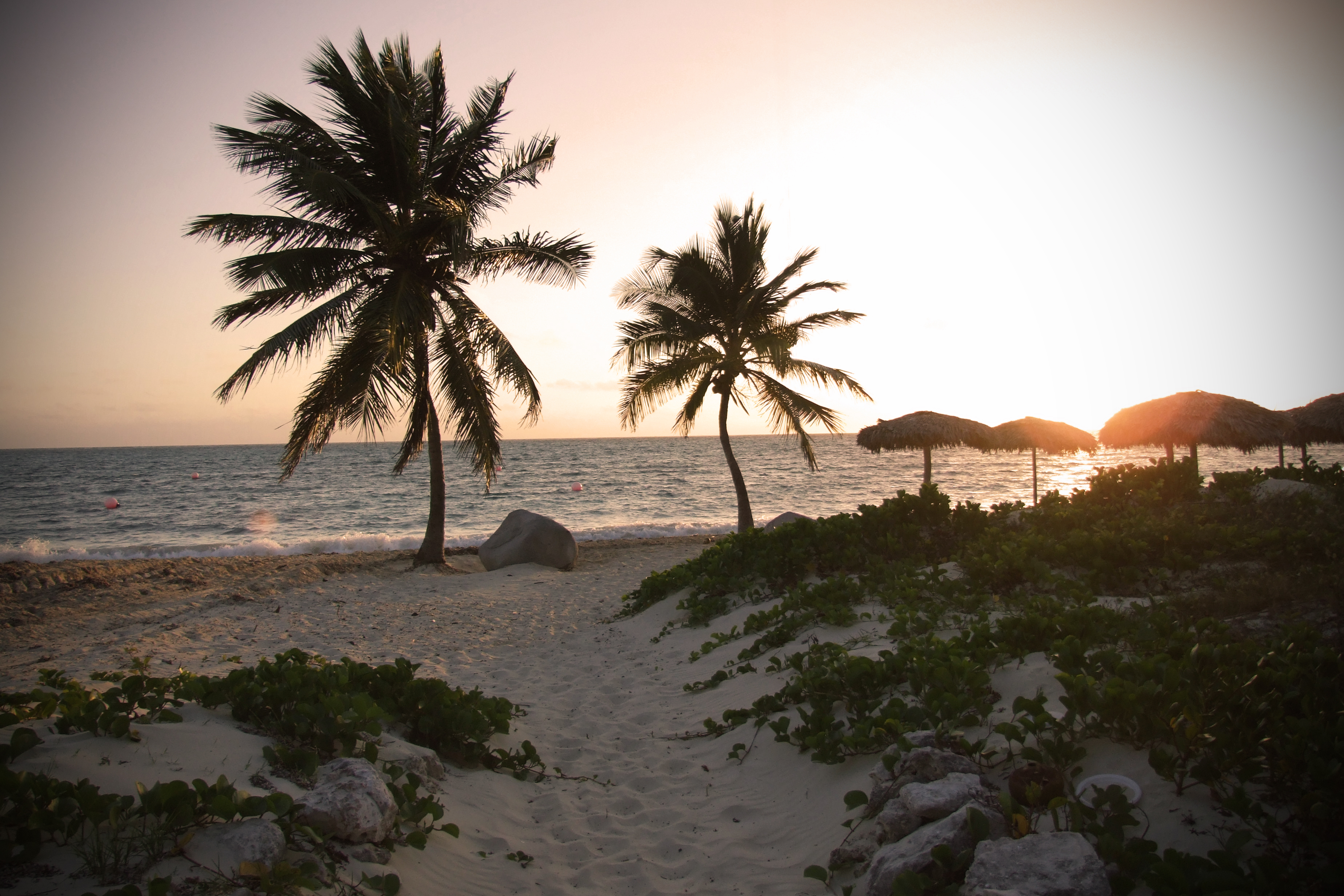
Entardecer em uma praia.

A zona conta com abundante vegetação tropical, além de ser guarida de una colônia de unos 30.000 flamingos rosados. Nos cayos se encontram vários tipos de aves exóticas, assim como repteis, também estão muito próxima de uma barreira de coral de unos 400 km de longitude, que se estima a segunda em importância mundial. É um excelente sitio para a prática do mergulho e outros deportes náuticos.